# Музейно-выставочный центр «Находка»
МБУК «Музейно-выставочный центр г. Находка» — муниципальное учреждение культуры города Находки. Основан в 1977 году как филиал Приморского краевого краеведческого музея. С 1991 года самостоятелен.  С 1977 по 2010 гг. музей посетило 1,5 млн человек, проведено более 700 выставок, издано около 100 публикаций.
Фонды музея, насчитывают более 32 тыс. единиц хранения, а это 19 коллекций, которые являются частью государственного музейного фонда и доступны для исследовательских работ. Здесь можно найти уникальные фотодокументы по истории города. Тематика коллекций варьируется от редких книг, нумизматики, документов, до предметов археологии. Особый интерес представляют предметы быта переселенцев начала XX века, произведения живописи и декоративно-прикладного искусства российских и зарубежных мастеров.
В музее действуют выставочные и исторический залы, арт-салон, музейная лаборатория. Имеет филиалы: образовательно-археологический комплекс «Палеодеревня» в Партизанском районе и детский музей «Два капитана».

## История
Открытие музея состоялось в ноябре 1980 года. В то время учреждение носило название Музей истории города Находки и действовало как филиал Приморского государственного объединенного музея имени В.К.Арсеньева. Первым директором музея стала Р.Н.Паутова. Под музей было выбрано здание 12-квартирного жилого дома на улице Владивостокская, 6. Дом с печным отоплением, без канализации и водопровода, в цокольном этаже с сапожной мастерской, построенный в 1947г. Выбор именно этого дома не был случайным: здесь в «старом» центре города создавался единый культурный комплекс – рядом Детская музыкальная школа, детский кинотеатр «Прибой», Дворец культуры моряков, две библиотеки. Реконструкция дома под будущий музей шла с 1978 года с одновременным сбором будущих экспонатов.
Перед учреждением были поставлены задачи: сбор и сохранение историко-культурного наследия Находкинского городского округа, изучение и публикации через различные виды коммуникаций, воспитание любви к родному городу и краю среди жителей, содействие развитию межкультурных связей. Коллектив музея к открытию состоял всего из 11 человек: два научных сотрудника, экскурсовод, четыре музейных смотрителя, уборщица, кассир-контролер, рабочий по обслуживанию здания и директор (зав. филиалом).
За первое десятилетие сотрудники музея собрали, научно обработали, систематизировали свыше полутора десятков тысяч единиц хранения. Проводили экскурсии, читали лекции, которые сопровождались показом музейных коллекций (лекции читали в профессионально-технических училищах, в общежитиях, воинских частях, на судах БАМРа и др.), организовывали встречи школьников с интересными людьми города, монтировали и экспонировали стационарные и передвижные выставки. В стенах музея проводились массовые мероприятия, такие, как торжественные приемы в комсомол и пионеры, устраивались пресс-конференции (например, к 65-летию ВЛКСМ). Практически с первых дней музей стал одним из важных культурных центров города.
К 30-летию города в выставочном зале уже в конце 1979 г. была смонтирована выставка - первая в истории музея - «Находка в 10-й пятилетке», но открытая только в мае 1980 года. Тогда же впервые выпущена листовка, содержавшая научно-хронологические сведения по истории становления города.
Большой вклад в культуру города внесли многочисленные выставки. Следует отметить наиболее значимые, благодаря которым горожане и гости города впервые познакомились с работами зарубежных художников. В 1981г. была организована советско-американская выставка студентов и преподавателей двух институтов: Корниш – институт г. Сиэтла и Дальневосточный институт искусств г. Владивостока.
В 1991 году меняется статус музея, он становится самостоятельным муниципальным учреждением культуры «Музейно-выставочный центр г. Находка». С 1990 г. музей возглавляет Г.П. Коногорова. За три десятилетия изменялось целеполагание музея в зависимости от социально-политической обстановки в стране, менялись экспозиции и формы работы с посетителями, приходили новые сотрудники, формировался творческий коллектив.
В 1998 году открылась вторая, за историю существования музея, стационарная историческая экспозиция «Город у моря».
С 1998 года музей совместно с Институтом истории, археологии и этнографии народов Дальнего Востока ДВО РАН проводит археологические исследования Екатериновского городища (XIII в.).
С 2000 года результаты научных исследований публикуются в «Краеведческом вестнике» - научном издании МВЦ г. Находка.
В 2001 году в структуре музея появляется Детский интерактивный музей.

## Музейные проекты
2006 - 2013 гг. – период реализации музейных проектов, в результате которых появились новые музейные площадки для работы с посетителями: «Палеодеревня», «Два капитана» и «Музей на роликах».
Музей выпускает ежегодное научное издание «Краеведческий вестник» (с 2006 года), в котором публикуются результаты научных исследований.